# Scotinotylus clavatus
Scotinotylus clavatus là một loài nhện trong họ Linyphiidae.
Loài này thuộc chi Scotinotylus. Scotinotylus clavatus được Ehrenfried Schenkel-Haas miêu tả năm 1927.